# Josef I. (Exarch)

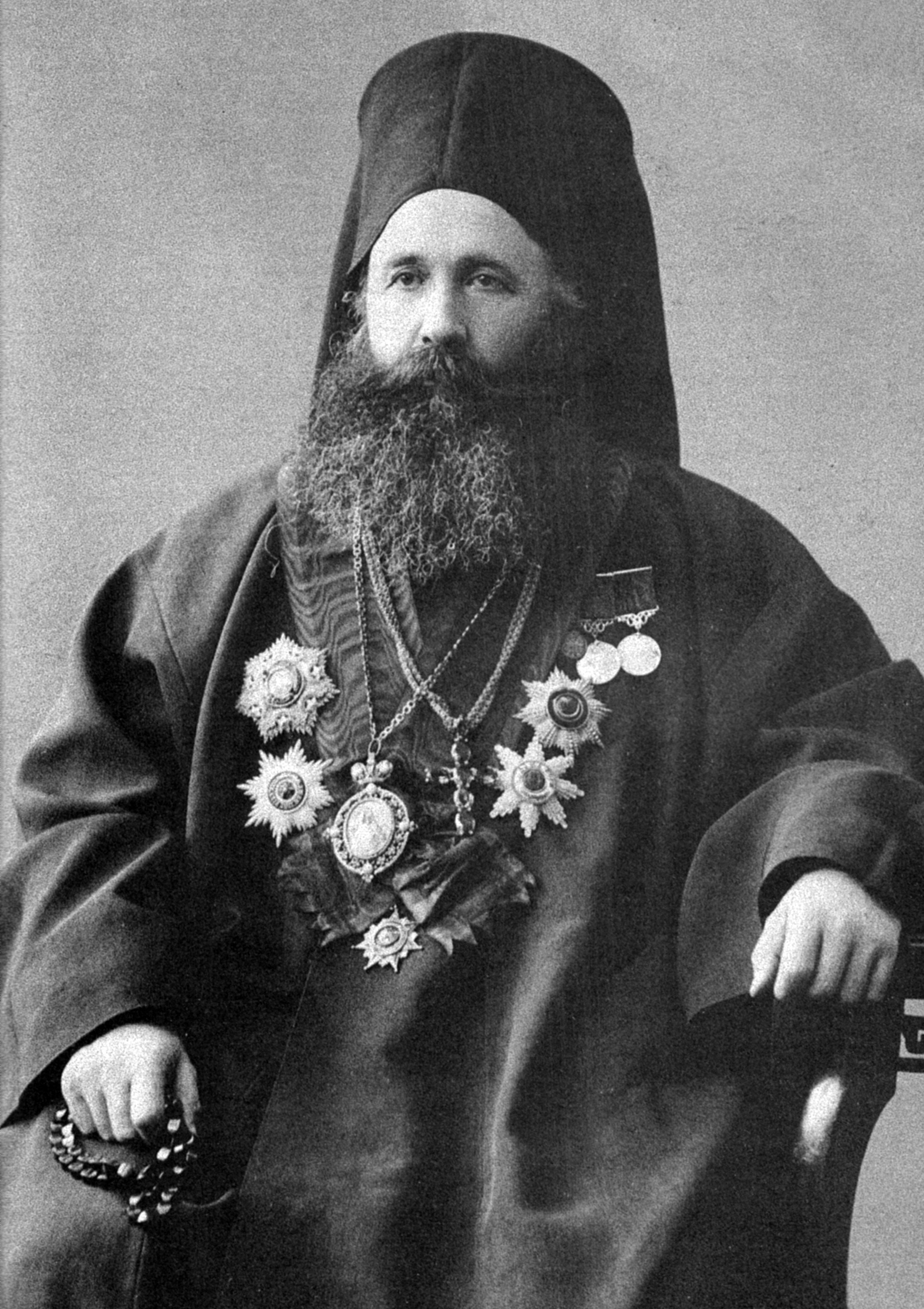
Exarch Josef I.

Josef I., auch Josif geschrieben (bulgarisch Йосиф I.), geboren als Lasar Jowtschew (bulgarisch Лазар Йовчев; * 5. Mai 1840 in Kalofer; † 20. Juni 1915 in Sofia) war ein bulgarischer Prälat, Politiker, Exarch und Oberhaupt der bulgarisch-orthodoxen Kirche, sowie einer der Aktivisten der Bulgarischen Nationalen Wiedergeburt.

## Leben
Lasar Jowtschew wurde am 5. Mai 1840 in der im Balkangebirge gelegene Stadt Kalofer geboren, wo er auch seine Schulausbildung erhielt. An der von Botjo Petkow (Vater des bulgarischen Dichters und Freiheitskämpfers Christo Botew) geleiteten Schule war er Schüler und später auch Lehrer. Später besuchte er mit Hilfe eines Stipendiums von Kaufleuten aus seiner Heimatstadt, das damals angesehene französische College in Bebek bei Istanbul, das von katholischen Missionaren gegründet wurde. Mit 24 Jahren reiste Lasar Jowtschew nach Paris, wo er Literatur und Jura an der Sorbonne studierte. Nach 6 Jahren kehrte er nach Istanbul zurück und fand eine Anstellung an dem zentralen osmanischen Handelsgericht. Zeitgleich nahm er auch seine publizistische- und Dolmetschertätigkeit auf.
In diese Zeit fiel auch die Erlangung der kirchlichen Unabhängigkeit der bulgarischen Kirche und die Gründung des Bulgarischen Exarchats. 1872 nahm der junge Jurist die Einladung an, Sekretär und Schreiber des Exarchatsrates zu werden, welche die Statuten der neuen Kirchenorganisation erarbeitete. Der neu gewählte Exarch Antim I., der damals nach Istanbul kam, fand in ihm einen eifrigen und tätigen Mitarbeiter und Helfer. 1872 entschloss sich Lasar Jowtschew, sein Leben ganz der jungen bulgarischen Kirche zu widmen, empfing die die Mönchsweihe und nahm den Namen Josef an. Schnell wandte sich der Jurist und Publizist von seiner weltlichen Karriere ab, um innerhalb von fünf Jahren die Leiter der kirchlichen Hierarchie bis zur letzten Stufe – dem Exarchenamt – zu erklimmen. In den nächsten 3–4 Jahren nahm er am Aufbau der kirchlichen Organisation teil, bereiste mehrfach die Gebiete, für die das Bulgarische Exarchat zuständig war und traf sich regelmäßig mit Vertretern der Großmächte.
Ab 1875 leitet er für ein Jahr die Eparchie Widin, bevor er im Frühjahr 1876 zum Metropoliten der Eparchie Lowetsch gewählt wurde. Als solcher unterstützte er den Aprilaufstand von 1876. Nach dessen blutigen Niederschlagung kehrte Metropolit Josef nach Istanbul zurück, wo er 1876/1877 während der internationalen Konferenz von Konstantinopel den Exarchen Antim I. unterstützte. Das Auftreten des Exarchen Antim I. und seine prorussische Haltung kostete ihn vor dem russisch-osmanischen Krieg den Exarchenthron.

## Oberhaupt der Bulgarisch-Orthodoxen Kirche

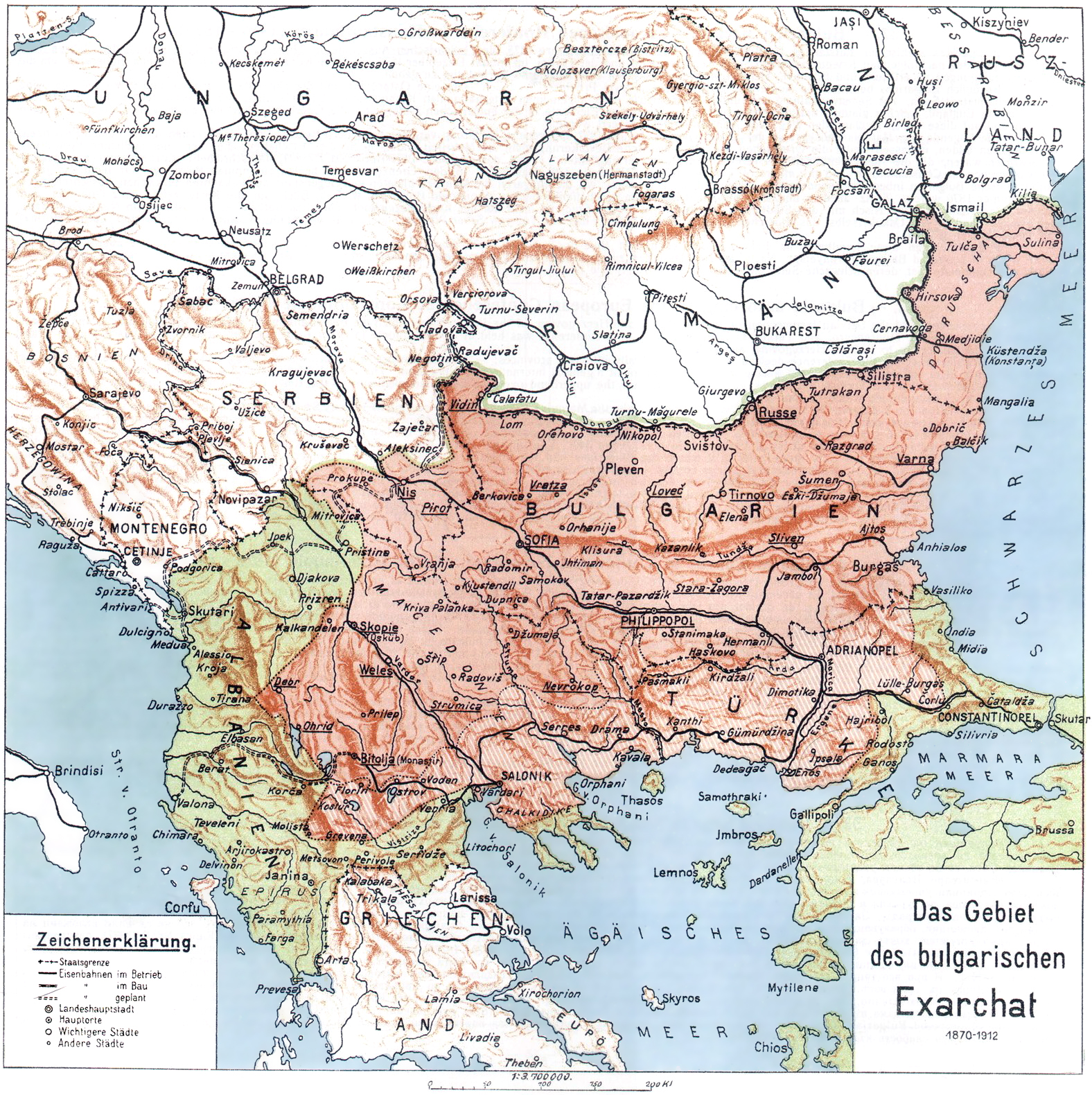
Das Gebiet des bulgarischen Exarchat

Exarch Josef wurde am 22. Apriljul. / 4. Mai 1877greg. in einer sehr schwierigen Zeit an die Spitze der bulgarischen Kirche erhoben, nämlich zu Beginn des russisch-türkischen Befreiungskriegs von 1877 bis 1878, der schließlich auch die lang ersehnte Befreiung von der osmanischen Herrschaft brachte. Die Freude nach dem Abschluss des Friedensvertrags von San Stefano, durch den alle Territorien mit mehrheitlicher bulgarischer Bevölkerung in einen Staat vereinigt wurden und ungefähr das Gebiet des bulgarischen Exarchat entsprach, währte aber nicht lang. Die europäischen Großmächte wollten ein „Großbulgarien“ unter russischer Vormundschaft nicht dulden, weshalb sie die Vereinbarungen von San Stefano auf dem Berliner Kongress revidierten. Das Fürstentum Bulgarien schrumpfte danach auf das Gebiet zwischen Donau und Balkangebirge. Südbulgarien, auch Ostrumelien genannt, wurde türkische Provinz mit voller Selbstverwaltung und Mazedonien wurde wieder ganz dem Osmanischen Reich eingegliedert. Diese Aufteilung des Landes und die wachsenden finanziellen Schwierigkeiten strahlten auch auf das kirchliche Leben ab.
Auf seine Initiative wurde am 27. April 1892 der Grundstein für den Neubau der Kathedrale Sankt Stefan im Istanbuler Stadtteil Fener gelegt.
Um den Kontakt zu den Gläubigen, die noch in den nicht befreiten Gebieten lebten, zu bewahren, blieb Exarch Josef bis zum Herbst 1913 in der türkischen Hauptstadt. Besonders wichtig in dieser Zeit war sein diplomatisches Geschick – er zeigte sich stets taktvoll, gemäßigt und loyal gegenüber dem Sultan. Davon zeugen die über zehn höchsten osmanischen Orden und Medaillen, die er von der Hohen Pforte verliehen bekam. Aus den Erinnerungen der Zeitgenossen ist ersichtlich, dass der Sultan, der Dutzende Begegnungen mit dem bulgarischen Exarchen hatte, eine große Hochachtung vor seiner offenen und integeren Politik empfand.
Ähnlich gut waren auch seine Beziehungen zu den bulgarischen Herrschern Alexander Battenberg und Ferdinand von Sachsen-Coburg und Gotha, von denen er ebenfalls mit staatlichen Auszeichnungen geehrt wurde. Diese Kontakte nutzte er, um die Strukturen der bulgarischen Kirche auszubauen und zu festigen. Durch seine Arbeit konnte er eine Erlaubnis für die Ernennung von Bischöfen in Skopje, Ohrid, Newrokop, Veles, Bitola, Strumica und Debar erwirken. Außerdem wurden noch 8 Diözesen in Mazedonien und eine im Gebiet von Edirne geschaffen. Exarch Josef bemühte sich auch um die Ausbildung der Bulgaren in den nicht befreiten Gebieten, wo er bis zum Jahr 1912 1400 Schulen eröffnen konnte. So vereinigte das Bulgarische Exarchat jene Territorien in ein ethnographisches Ganzes, die durch den Friedensvertrag von San Stefano anerkannt wurden.
Das letzte Jahrzehnt, das Exarch Josef in Istanbul verbrachte, war von Schwierigkeiten und Problemen gekennzeichnet, da er sich Tag für Tag für die bulgarischen Interessen in Mazedonien und im Gebiet von Edirne einstehen musste. Die beiden Balkankriege führten Bulgarien in eine nationale Katastrophe. Nach der Unterzeichnung des Friedensvertrags von Bukarest im Juli 1913 wurden die Diözesen in den nicht befreiten Gebieten vom Bulgarischen Exarchat abgetrennt und Exarch Josef sah sich gezwungen, in die bulgarische Hauptstadt Sofia zu ziehen. Darüber sehr verbittert gab er die Schuld für diese Entwicklung Fürst Ferdinand und wurde zu dessen politischem Gegner.
Trotz seines verschlechterten gesundheitlichen Zustands und seines fortgeschrittenen Alters blieb er bis an sein Lebensende Oberhaupt der bulgarischen Kirche.
Exarch Josef verstarb am 20. Juni 1915 und wurde in der Nähe des Altars in der Kathedrale Sweta Nedelja in Sofia beigesetzt. Für sein Werk wird er noch heute in Bulgarien hoch geschätzt. Er selbst wurde Namensgeber vieler Schul- und Ausbildungseinrichtungen.